# Dowództwo Połączonych Sił Sojuszniczych Wschodniego Atlantyku EASTLANT
Dowództwo Połączonych Sił Sojuszniczych Wschodniego Atlantyku (ang. Allied Forces Eastern Atlantic Area EASTLANT) – nieistniejące już jedno z dowództw operacyjnych NATO.

## Charakterystyka
Dowódcą PSZ Atlantyku Wschodniego EASTLANT był admirał brytyjski, który jednocześnie był dowódcą sił morskich Wielkiej Brytanii i połączonych sił zbrojnych Strefy Kanału La Manche. Rejon odpowiedzialności podzielony był na dwa podobszary: Północny NORLANT i Centralny CENTLANT. Główny wysiłek działań sił NATO w tym rejonie skupiano na rozbiciu morskich zgrupowań przeciwnika, blokowaniu rozwijania sił przeciwnika, w tym okrętów podwodnych, do wyznaczonych rejonów Atlantyku oraz na zabezpieczeniu końcowego odcinka tras transatlantyckich konwojów. Na akwenach tego obszaru planowano rozwinięcie sił głównych Floty Uderzeniowej NATO na Atlantyku.

## Formowanie i zmiany organizacyjne

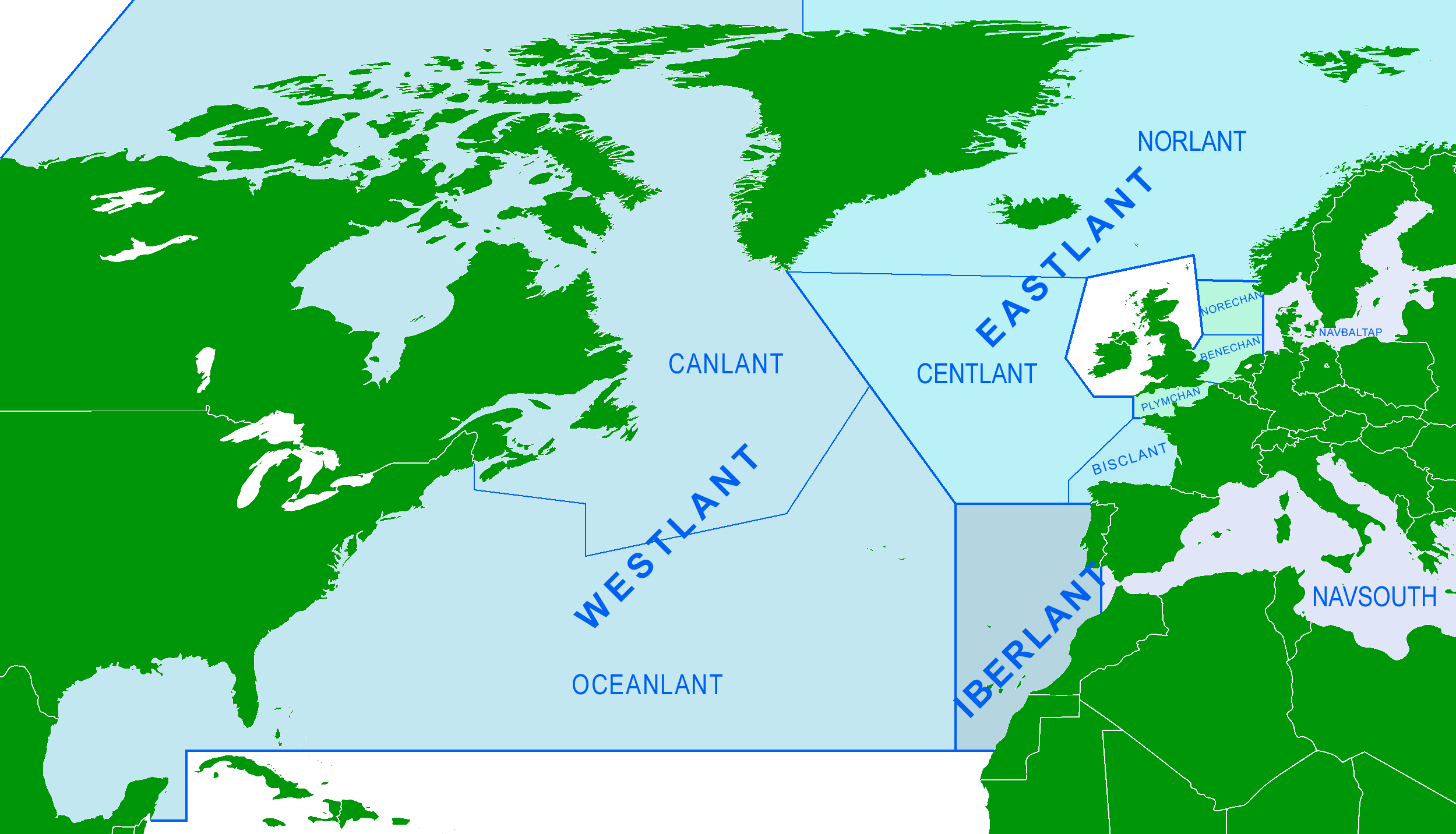
Obszary działania dowództw NATO

W styczniu 1952, na bazie Regionalnej Grupy Planowania Atlantyku Północnego utworzone zostało Naczelne Dowództwo Połączonych Sił Sojuszniczych NATO Atlantyku ACLANT. Jednocześnie Strategiczna Strefa Atlantycka została podzielona na dwa teatry działań wojennych z podobszarami:
- Zachodni  Teatr Działań Wojennych WESTLANT
- Wschodni Teatr Działań Wojennych EASTLANT

Na Wschodnim Teatrze Działań Wojennych dowództwo sprawowali wspólnie: dowódca Sił Morskich i dowódca Sił Powietrznych Wielkiej Brytanii.

Struktura EASTLANT w 1954:
- Dowództwo Atlantyku Wschodniego – Northwood (WB) i Dowództwo Sił Powietrznych Atlantyku Wschodniego – Northwood (WB)
  - Dowództwo Podobszaru Północnego – Rosyth (WB)
  - Dowództwo Morskich Sił Powietrznych Podobszaru Północnego – Rosyth
  - Dowództwo Podobszaru Centralnego – Plymouth (WB)
  - Dowództwo Morskich Sił Powietrznych Podobszaru Centralnego – Plymouth
  - Dowództwo Okrętów Podwodnych Wschodniego Obszaru Atlantyku – Gosport (WB)
  - Dowództwo Podobszaru Zatoki Biskajskiej – Brest (Francja)
  - Wydzielone Morskie Siły Uderzeniowe i Siły Ekspedycyjne

Na przełomie lat 50. i 60. XX w. przeprowadzono szereg zmian strukturalnych. Rejon wschodniego Atlantyku podporządkowano Dowództwu Atlantyku Wschodniego, które stało się odpowiedzialne za całość działań sił NATO w tym rejonie. Dowództwo Sił Powietrznych Atlantyku Wschodniego wyłączono ze współdowodzenia tym rejonem, przemianowano je na Dowództwo Morskich Sił Powietrznych Obszaru Atlantyku Wschodniego i podporządkowano Dowódcy Atlantyku Wschodniego. Dowództwu Morskich Sił Powietrznych podporządkowano istniejące już Dowództwo Morskich Sił Powietrznych Podobszaru Północnego i Dowództwo Morskich Sił Powietrznych Podobszaru Centralnego

Struktura EASTLANT w 1963:
- Dowództwo Atlantyku Wschodniego – Northwood
  - Dowództwo Morskich Sił Powietrznych Obszaru Wschodniego Atlantyku  – Northwood
    - Dowództwo Morskich Sił Powietrznych Podobszaru Północnego – Rosyth
    - Dowództwo Morskich Sił Powietrznych Podobszaru Centralnego – Plymouth

  - Dowództwo Podobszaru Północnego – Rosyth
  - Dowództwo Podobszaru Centralnego – Plymouth
  - Dowództwo Okrętów Podwodnych Wschodniego Obszaru Atlantyku – Gosport
  - Dowództwo Podobszaru Zatoki Biskajskiej – Brest

Po wycofaniu się Francji ze struktur wojskowych NATO poddano je restrukturyzacji. W celu koordynowania działań okrętów podwodnych na całym teatrze działań utworzono Dowództwo Połączonych Sił Podwodnych Atlantyku SUBACLANT, którego dowódca bezpośrednio podlegał Naczelnemu Dowódcy Atlantyku. Dowództwo to sprawowało specjalistyczny nadzór nad dwoma dowództwami: Dowództwem Okrętów Podwodnych Obszaru Atlantyku Zachodniego i Dowództwem Okrętów Podwodnych Obszaru Atlantyku Wschodniego. Ponadto utworzono oddzielne dowództwa na Grenlandii, Islandii i wyspach Owczych.

Struktura ACLANT w latach 70. XX w.
- Dowództwo Atlantyku Wschodniego – Northwood
  - Dowództwo Morskich Sił Powietrznych Obszaru Wschodniego Atlantyku  – Northwood
  - Dowództwo Podobszaru Północnego – Rosyth
    - Dowództwo Morskich Sił Powietrznych Podobszaru Północnego – Pitreavie (WB)

  - Dowództwo Podobszaru Centralnego – Plymouth
    - Dowództwo Morskich Sił Powietrznych Podobszaru Centralnego – Plymouth

  - Dowództwo Okrętów Podwodnych Wschodniego Obszaru Atlantyku – Northwood
  - Dowództwo Wyspy Islandii – Keflavik
  - Dowództwo Wysp Owczych – Thorshavn
  - Dowództwo Podobszaru Zatoki Baskijskiej – Brest

Struktura EASTLANT w 1989:
- Dowództwo  Połączonych Sił Zbrojnych Atlantyku Wschodniego EASTLANT– Northwood (WB)
  - Dowództwo Morskich Sił Powietrznych Obszaru Atlantyku Wschodniego – Northwood
  - Dowództwo Podobszaru Północnego – Rosyth
    - Dowództwo Morskich Sił Powietrznych Podobszaru Północnego – Northwood

  - Dowództwo Podobszaru Centralnego – Plymouth (WB)
    - Dowództwo Morskich Sił Powietrznych Podobszaru Centralnego – Plymouth

  - Dowództwo Okrętów Podwodnych  Obszaru Wschodniego Atlantyku – Northwood
  - Dowództwo Wyspy Islandii –  Keflavik
  - Dowództwo Wysp Owczych – Thorshavn

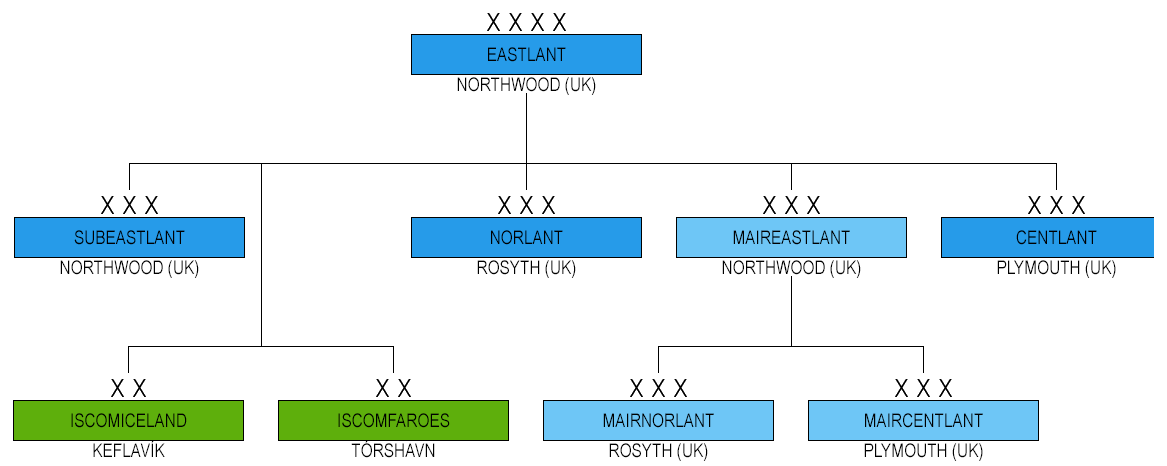
Struktura EASTLANT w 1989

W następstwie szybko następujących zdarzeń, które zachodziły w Europie Wschodniej na początku lat dziewięćdziesiątych, NATO podjęło reformy, które umożliwiły adaptację Sojuszu do nowego środowiska bezpieczeństwa w Europie. W lipcu 1990 na szczycie NATO w Londynie zadeklarowano koniec „zimnej wojny” i zaproszono kraje Europy Wschodniej do budowania partnerskich stosunków.

Struktura EASTLANT w 1994:
- Dowództwo Sił Sojuszniczych Atlantyku Wschodniego – Northwood
  - Dowództwo Morskich Sił Powietrznych Obszaru Wschodniego Atlantyku  – Northwood
  - Dowództwo Podobszaru Północnego – Rosyth
    - Dowództwo Morskich Sił Powietrznych Podobszaru Północnego – Pitreavie (WB)

  - Dowództwo Podobszaru Centralnego – Plymouth
    - Dowództwo Morskich Sił Powietrznych Podobszaru Centralnego – Plymouth

  - Dowództwo Okrętów Podwodnych  Obszaru Atlantyku Wschodniego – Northwood
  - Dowództwo Wyspy Islandii

We wrześniu 1999 wprowadzono kolejne zmiany w strukturze dowodzenia NATO. Pośrednie Wyższe Podporządkowane Dowództwa (MSCs) zastąpiono Regionalnymi Dowództwami. Najniższe w hierarchii – Główne Podporządkowane Dowództwa (PSCs) przemianowano na Subregionalne Dowództwa ((Dowództwa Komponentów i Połączone Dowództwa Subregionalne). Nowa struktura nadal opierała się na geograficznym podziale obowiązków.

Struktura EASTLANT w 1999:
- Dowództwo Sił Sojuszniczych Atlantyku Wschodniego (RC EASTLANT) – Northwood
  - Dowództwo Morskich Sił Powietrznych Obszaru Wschodniego Atlantyku  – Northwood
  - Dowództwo Podobszaru Północnego – Rosyth
    - Dowództwo Morskich Sił Powietrznych Podobszaru Północnego – Pitreavie (WB)

  - Dowództwo Podobszaru Centralnego – Plymouth
    - Dowództwo Morskich Sił Powietrznych Podobszaru Centralnego – Plymouth

  - Dowództwo Okrętów Podwodnych  Obszaru Atlantyku Wschodniego – Northwood
  - Dowództwo Wyspy Islandii